# (414766) 2010 MN2
(414766) 2010 MN2 – planetoida pasa głównego. Została odkryta 18 czerwca 2010 roku przez uczniów Gimnazjum Miejskiego im. Mikołaja Kopernika w Sierpcu, pracujących pod opieką nauczyciela fizyki i astronomii Józefa Urbańskiego. (414766) 2010 MN2 okrąża Słońce w ciągu 5 lat 97 dni w średniej odległości 3,03 j.a. Nazwa planetoidy jest oznaczeniem tymczasowym.
Planetoida (414766) 2010 MN2 została odkryta w ramach projektu International Asteroid Search Campaign, w którym polskie szkoły uczestniczą dzięki programowi Hands-On Universe, Europe, który udostępnia nowoczesne narzędzia dydaktyczne w tym również zdalnie sterowane teleskopy i radioteleskopy. Udział w projekcie Międzynarodowej Kampanii Poszukiwania Asteroid (IASC), w której szkoła bierze udział polega na analizie przez uczniów otrzymanych zdjęć fragmentów nieba i poszukiwaniu przy pomocy specjalnego oprogramowania obiektów poruszających się na tle gwiazd.
Planetoida ta, to bryła skalna o średnicy około 2 km. Jej blask na niebie jest zazwyczaj ponad pół miliona razy słabszy od blasku gwiazd widocznych nieuzbrojonym okiem. Można ją zobaczyć za pomocą teleskopu o średnicy zwierciadła wynoszącej co najmniej 80 cm i wyposażonego w czułą matrycę CCD.